# Devátý Doktor

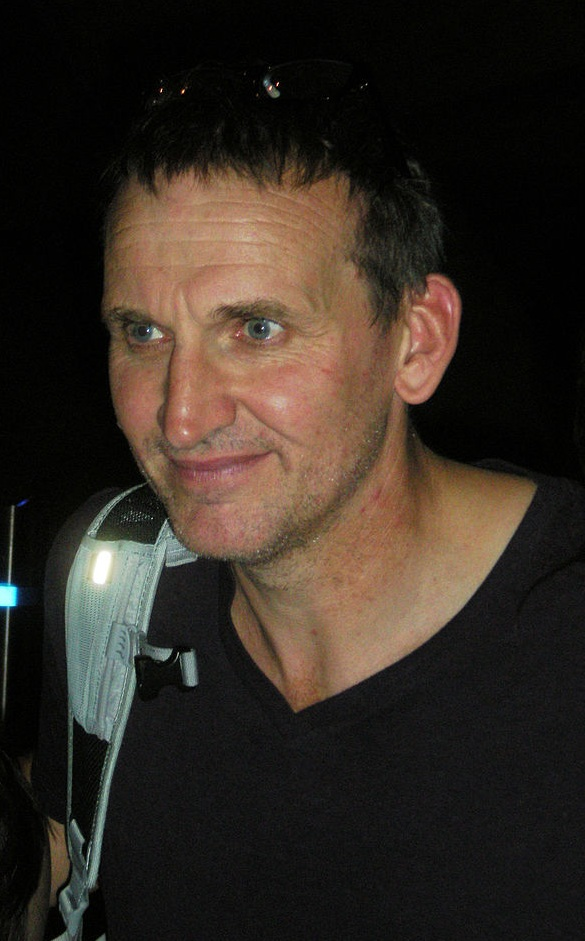
Christopher Eccleston, představitel Devátého Doktora.

Devátý Doktor je inkarnací doktora, protagonisty anglického sci-fi seriálu Pán času. Je ztvárněn hercem Christopherem Ecclestonem v první sérii nových sérií v roce 2005.
Ecclestonův doktor se liší od svých předchůdců a sám Eccleston říkal, že jeho Doktor by byl méně výstřední. Aby zaujal nové publikum 21. století, byl mu zvolen (na rozdíl od klasických sérií) jen jeden primární společník. Tím byla Rose Tylerová Doktor také cestuje s Adamem Mitchelem (velmi inteligentním člověkem, který s ním byl pouze dva díly a nakonec se s ním rozešel ve zlém) a s Jackem Harknessem, podvodníkem z 51. století a agentem agentury v boji proti mimozemských hrozeb v 21. takzvaný Torchwoodem. Doktor, Rose a Jack tvoří dobrý tým, nakonec jsou ale rozděleni v cliffhangeru první série, ve kterém budou muset všichni čelit těžkým rozhodnutím a starým nepřátelům.
V roce 2006 byl Eccleston zvolen čtenáři Doctor Who Magazine jako nejoblíbenější Doktor.

## Život devátého Doktora
Devátý Doktor nejprve se objevil v epizodě "ROSE", kde zachránil 19letou prodavačku Rose Tylerovou (Billie Piper) před útokem Autonů v obchodním domě, kde pracovala. Po tom, co Rose pomohla Doktorovi porazit Vědomí Nestene (živý plast), pozval ji na cestu s ním v TARDISu. Na jejich první výlet ji vzal na satelit v daleké budoucnosti, na kterém sledovali zničení planety Země v roce pět miliard. Po tomto výletu navštívili město Cardiff v roce 1869, kde se setkali s  Charlesem Dickensem, přičemž Doktor tvrdil, že je jeho velký fanoušek. Při konfrontaci s téměř jistou smrtí, Doktor řekl Rose, že je rád, že se s ní setkal. Při návratu Rose domů se Doktor náhodou vrátil do země 12 měsíců poté, co odešli. Poté, co Mickey pomohl Doktorovi a Rose porazit Slitheeny při odpálení raket na jejich základně v Downing Street 10, Doktor nabídnul Mickeymu místo v TARDISu s nimi, ale on odmítnul. V epizodě "Dalek" Doktor narazí na Daleka, ačkoli Doktor věřil, že všichni Dalekové zanikli v Poslední časové válce společně s Pány Času, za což se cítil zodpovědný. 
Adam Mitchell (Bruno Langley) se připojil k Doctorovi a Rose jako společník na konci dílu "Dalek". Když se v epizodě "The Long Game" snažil propašovat budoucí znalosti ze satelitu Five v roce 200 000 zpátky do svého vlastního času, Doktor ho vyloučil z TARDISu. Poté se Doktor rozhodnul udělat Rose radost a vzal ji do času, kdy byl její otec (Pete Tyler) ještě živý. Rose ho ale zachrání před jedoucím autem, které ho mělo srazit a způsobí paradox. Nakonec ale Pete skočí pod auto sám a napraví čas. Po setkání s Kapitánem Jackem Harknessem (John Barrowman) (podvodník a bývalý časový agent z 51. století) v roce 1941 napravili chybu kapitána Jacka, který v honbě za penězi shodil na zem nanotechnoloogickou sanitku,[ujasnit] čímž způsobil nákazu lidí, ve kterém jim na obličej přirůstají plynové masky. Jack se chtěl obětovat pro řešení problému, ale Doktor ho zachránil a přizval ho k sobě do Tardisu. Během epizody "Boom Town" si Doktor všiml podívného spojení "Bad Wolf". V epizodě se stejným názvem se Doktor, Rose a Jack ocitnou ve smrtících reality show Bad Wolf Corporation na bázi Satellite Five. Nicméně, skutečný nepřítel jsou Dalekové žijící právě na satelitu 5. Dalecký císař také přežil časovou válku a vybudoval novou Daleckou armádu. Doktor poslal Rose zpátky do 21. století, aby ji ochránil před svým pokusem zničit Daleckou armádu. Rose ale v TARDISu absorbuje časový vír, vrátí se pro doktora a zničí celou Daleckou armádu. Také zachrání mrtvého kapitána Jacka, za kterého se tím stane pevný bod v čase a nemůže zemřít. Časový vír ale Rose rychle zabijí a proto jí Doktor políbí a absorbuje časový vír on. Když regeneruje, mění se v desátého doktora, kterého hraje David Tennant.
V epizodě  "The Day of the Doctor", kde se objeví všichni doktoři z nové éry, se Eccleston neobjeví, protože odmítl. Regenerační scéna z Válečného doktora na devátého je zkrácena, tudíž Ecclestonův obličej není úplně vidět. Eccleston si sice v epizodě nezahrál, nicméně se objevil na archivních záběrech a fotografiích spolu s předchozími osmi Doktory.